# UFC 194
UFC 194: Aldo vs. McGregor var en MMA-gala som arrangerades av Ultimate Fighting Championship och ägde rum 12 december 2015 i Las Vegas i USA. 

## Resultat
1. ↑  Titelmatch i fjädervikt.
2. ↑  Titelmatch i mellanvikt.